# جمالی (بشرویه)
جمالی یک منطقهٔ مسکونی در ایران است که در دهستان رقه واقع شده‌است. براساس سرشماری مرکز آمار ایران در سال ۱۳۹۵، جمالی ۳۰ نفر جمعیت دارد.